# Баскетбол на летней Универсиаде 2003
Баскетбольный турнир на летней Универсиаде 2003 проходил в Тэгу (Южная Корея) с 21 по 31 августа 2003 года. Соревнования проводились среди мужских и женских сборных команд.
Чемпионами Универсиады стали мужская сборная Сербии и Черногории и женская сборная Китая.

## Медалисты
|         | Золото | Серебро | Бронза |
| Мужчины | Сербия и Черногория · Милан Бралович · Миле Илич · Бранко Йорович · Боян Крстович · Милан Майсторович · Вукашин Мандич · Марко Маринович · Младен Пантич · Ваня Плиснич · Боян Попович · Иван Тодорович · Никола Васич | Россия · Андрей Андрюшенко · Сергей Быков · Дмитрий Черемных · Владимир Дячок · Денис Карпов · Константин Нестеров · Андрей Овешков · Алексей Савков · Даниэль Солдатов · Андрей Вохмянин · Игорь Заманский · Алексей Зозулин | Канада · Ромолд Огастин · Паша Бенс · Нэйт Дурнекамп · Джефф Фергюсон · Джейсон Грант · Видал Массиа · Джош Пуарье · Джон Попофски · Велимир Радинович · Кайл Расселл · Фил Шерер · Роб Смарт · Тренер — Кевин Хадсон               |
| Женщины | Китай · Чэнь Луюн · Чэнь Нань · Чэнь Сяоли · Ху Сяотао · Ма Чэнсюан · Мяо Бо · Мяо Лицзе · Пан Вэй · Рэн Лей · Суи Фейфей · Чжан Ханьлань · Чжан Сяони                                                                 | Италия · Анджела Кардинале · Федерика Чамполи · Дубравка Дачич · Мария Кьяра Франкини · Сара Джауро · Лаура Макки · Рафаэлла Машадри · Франческа Модика · Стефания Патерна · Эмануэла Рамон · Франческа Дзара · Анна Цимерле  | Россия · Ирина Бараненко · Анастасия Довидович · Елена Гришина · Наталья Гвоздева · Александра Коннова · Юлия Королёва · Ксения Лаптева · Татьяна Малеваная · Наталья Мелентьева · Юлия Миронова · Светлана Мисарова · Ольга Везова |

## Медальный зачёт
| Место | Страна              | Золото | Серебро | Бронза | Всего |
| ----- | ------------------- | ------ | ------- | ------ | ----- |
| 1-2   | Сербия и Черногория | 1      | 0       | 0      | 1     |
| 1-2   | Китай               | 1      | 0       | 0      | 1     |
| 3     | Россия              | 0      | 1       | 1      | 2     |
| 4     | Италия              | 0      | 1       | 0      | 1     |
| 5     | Канада              | 0      | 0       | 1      | 1     |